# 奧地利的瑪麗亞·約瑟法 (1699-1757)
瑪麗亞·約瑟法（波蘭語：Maria Józefa，1699年12月8日—1757年11月17日）是神圣罗马帝国女大公和史上最后一位波兰王后。她的丈夫奥古斯特三世是波兰国王、立陶宛大公和萨克森選侯（稱「腓特烈·奧古斯特二世」）。
瑪麗亞·約瑟法是神圣罗马皇帝約瑟夫一世的長女。約瑟夫一世病逝后，約瑟夫的弟弟查理六世继承皇位。查理六世违反當年答應讓約瑟夫一世的女兒們擁有優先继承权的諾言并讓自己的女兒瑪麗亞·特蕾莎继承皇位。身为推定继承人的瑪麗亞·約瑟法和妹妹被逼承认1713年国事诏书，引发日后的奧地利王位繼承戰爭。

## 家庭
1719年，瑪麗亞·約瑟法與波蘭國王奥古斯特二世之子腓特烈·奥古斯特结婚，兩人共有6子7女：
1. 約瑟夫·奧古斯特（1721年—1728年），夭折
2. 腓特烈·克里斯蒂安（1722年—1763年），萨克森选侯
3. 瑪麗亞·艾瑪莉亞（1724年—1760年），西班牙王后
4. 瑪麗亞·瑪格麗塔（1727年—1734年），夭折
5. 瑪麗亞·安娜（1728年—1797年），巴伐利亞選侯夫人
6. 法蘭茲·薩維爾（1730年—1806年）
7. 瑪麗亞·约瑟法（1731年—1767年），法國皇儲妃，路易十六、路易十八和查理十世的母親
8. 卡爾（1733年—1796年），库尔兰和瑟米加利亚公爵
9. 瑪麗亞·克里斯蒂娜（1735年—1782年），勒米尔蒙修道院（英语：Remiremont Abbey）女院長
10. 瑪麗亞·伊莉莎白（1736年—1818年）
11. 阿尔贝特·卡西米尔（1738年—1822年），泰申公爵、奧屬尼德蘭總督
12. 克雷門斯·溫塞斯拉斯（1739年—1812年），特里尔大主教
13. 瑪麗亞·庫妮根德（1740年11月10日—1826年4月8日），埃森修道院與托倫修道院（英语：Thorn Abbey）女院長